# Bounty Killer
Pour les articles homonymes, voir Killer.
 (avril 2019).
Si vous disposez d'ouvrages ou d'articles de référence ou si vous connaissez des sites web de qualité traitant du thème abordé ici, merci de compléter l'article en donnant les références utiles à sa vérifiabilité et en les liant à la section « Notes et références ».
Bounty Killer, de son vrai nom Rodney Basil Price, né le 12 juin 1972 à Kingston (Jamaïque), est un DJ reggae/dancehall jamaïcain. Il est le fondateur du collectif dancehall connu sous le nom de l'Alliance.
Artiste incontournable de la décennie 1990, Bounty Killer fait partie des chanteurs les plus populaires de Jamaïque depuis plus de 10 ans et ne compte pas céder sa place. Inspiré par Brigadier Jerry, Ranking Joe ou Josey Wales, il s’émancipe rapidement de ses influences en bâtissant un style dévastateur avec une voix hors du commun qui le met encore aujourd’hui à l’abri de la concurrence des autres DJ des dancehalls. Surnommé « Warlord » ou « Poor people’s governor », Bounty Killer est une superstar prolifique et mystérieuse aux multiples facettes, ancrée dans la culture des ghettos de Kingston. Avec des styles novateurs sans cesse renouvelés, des textes authentiques et une maîtrise parfaite des différentes techniques vocales, il fait figure de référence dans le monde du reggae, du hip-hop et au-delà.

## Biographie

### Début de carrière
Les premières années de Rodney Basil Price se déroulent dans les pires quartiers de Kingston : né en 1972 à Trenchtown, il déménage peu après avec ses huit frères et sœurs à Riverton City, un bidonville surnommé Dungle situé sur les terrains de la décharge de Kingston où beaucoup d’habitants fouillent les déchets pour survivre. Plus tard, il atterrit à Seaview Gardens, une zone marquée par les affrontements politiques, au point qu’un de ses « corners » ait été baptisé Viêt Nam. Il baigne très tôt dans l’ambiance des sound systems, son père en possédant un, le Black Scorpio. Il fait donc ses premières armes en racontant son quotidien au micro sous le nom de Bounty Hunter dès l'âge de 9 ans.
À l’âge de 14 ans, il est blessé par une balle perdue, venant d'une fusillade entre 2 factions politiques, sur le chemin de l’école. Après une complète guérison il commencera à se produire sous le nom de Bounty Hunter dans les sounds systems de la région comme Metromedia, Bodyguard, and Stereo Two. Avec son frère aîné, il pratique le « hustling » (petits boulots et débrouille) pour améliorer l’ordinaire de sa famille.

### Les années 1990
Au cours des années 1990, il se lie avec Angel Doolas, Nitty Kutchie ou Boom Dandimite, des jeunes artistes du quartier, et traîne à Waterhouse, au studio Jammy’s en attendant une opportunité. Mais à cette époque Jammy ne veut pas enregistrer de « gun songs ». Rodney Price est encouragé par son cousin John Wayne qui lui fait enregistrer sa première chanson, « Gun must done » en 1990 pour Trevor « Uncle T » James, le frère de Jammy. Il change son nom en Bounty Killer moins commun et plus agressif pour le titre Dub fi dub qui suit peu après pour le même producteur et établit sa réputation dans les sound systems, pour lesquels il faisait déjà des jingles d’intro. Ses premiers disques sortent avec un succès croissant: Coppershot devient un hit underground dans les « hoods » de New York dont les lyrics glorifie la culture des armes à feu (ce qui déplait énormément a Uncle T), mais c’est Spy fy die pour John John (le fils de Jammy) qui le propulse au top en Jamaïque. D’autres disques sortent, des textes empreints de réalités qui renforcent sa popularité et son respect. Racontant sans fioriture des situations vécues, il oscille entre des thèmes qui peuvent paraître contradictoires : célébration des flingues, de la justice expéditive des « rude boys », des filles, d’un côté, la souffrance des « ghetto youths », la critique politique virulente, la condamnation de la violence, la foi, l’amour maternel (Miss Ivy, le surnom de sa mère, apparaît dans plusieurs morceaux), de l’autre. Ces thèmes appartiennent pourtant à la même réalité et le public de Bounty Killer n’a aucun mal à s’identifier à ses textes. Véritable porte-parole de sa communauté, il acquiert le surnom de « Poor people’s governor ».
Ces premiers succès, enregistrés au studio Jammy’s, sortent en 1993 sur un album publié par Greensleeves sous le titre explicite de "Jamaica’s most wanted" qui sera diffusé internationalement sous le titre quelque peu trompeur Roots, Reality and Culture (après une prise de conscience sociale à partir de 1994) par le label VP Record... Cette réputation, il devra la défendre tout au long de sa carrière. La même année, il défait ainsi Beenie Man, une autre star montante, au festival Sting se déroulant quelques jours après Noël. Ayant des flow très proches chacun accuse l'autre de plagiat, c’est sur cette base que les deux artistes vont construire et alimenter une rivalité musicale qui perdure encore aujourd’hui et ayant comme enjeux le trône du dancehall. Ils se partageront même un album en 1994 chez Jammy’s "Guns Out" (diffusé internationalement sous le titre Face to Face par VP Records). Cette propension au clash, lui vaut un nouveau surnom : « the Warlord ».
En 1995 le gouvernement de la Jamaïque commence à sévir contre les paroles violentes dans les spectacles live, Bounty Killer décide d'élargir ses sujets notamment dans le commentaire réaliste de la société, particulièrement sur le marché de la drogue avec le titre "Down In The Ghetto" qui deviendra le titre phare et le nom de son prochain album.
Au cours de l'année suivante, il jouissait de l'un de ses plus chauds traînées comme un chanteur de la Jamaïque, comme il a sorti une chanson populaire après l'autre: un duo de Smash avec Sanchez appelée "Recherche", le hip-hop à saveur chart-topper "Cellular Phone", "Smoke the Herb", "l'anti-censure" "Not Another Word", l'hommage de la mère: "Maman" et "Miss Ivy Last Son", "Action Speak Louder Than Words","Book, Book, Book" et "No Argument", dont la dernière était la chanson phare d'un autre album éponyme. Il quitte la famille Jammy’s pour monter le Scare dem crew (Nitty Kutchie, Boom Dandimite puis Elephant Man et Harry Toddler) et son label Priceless. À la fin de 1995, afin de donner un exemple positif, DJ radio de premier plan opéra une trêve entre Bounty Killer et Beenie Man, même si dans les années suivantes leur rivalités réapparaitra de temps en temps à des concerts et sur des disques.
En 1996 "My xperience", un album réalisé pour la première fois sous le contrôle de Bounty Killer, lui ouvre les portes du succès international (plus de 300 000 exemplaires vendus) grâce à des featurings avec les artistes reggae et hip-hop les plus en vue (Dennis Brown, Barrington Levy, Raekwon, Busta Rhymes, The Fugees, Mobb Deep, Capone-N-Noreaga, Swizz Beatz and AZ…). Mais il reste fidèle à son public en refusant par exemple l’utilisation du morceau Fed up pour la campagne électorale d’Edward Seaga. Le single "Hip-Hopera" est dans les charts américains, et l'album se vend bien et reçoit des très bonnes critiques, atteignant le Top 30 du R&B et est classé comme l'une des meilleures ventes albums reggae de l'année aux États-Unis.
Bounty Killer continue dans sa lancée avec la sortie britannique de "Ghetto Gramma"(comme dans la "grammaire") en 1997 sous le label Greensleeves Records, et passe un certain temps à enregistrer avec le producteur Jazzwad.
Ayant en ligne de mire le public jamaïcain et américain, il renforce avec réussite le concept dancehall/hip-hop pour "Next millenium" qui sort en 1998 cette fois il sort en Amérique par la TVT, un label généralement non reggae. Next Millenium met en vedette la nouvelle génération de rappeurs New-Yorkais dont Noreaga, Mobb Deep, Killah Priest, et Cocoa Brovaz. "Deadly Zone" a figuré sur la BO de Blade et est entré dans le top 10 des singles de Rap en Amérique, et l'album s'est vendu honorablement.
La période 98-99 offre des titres de très bon crus : Bounty suit de près la compétition, innove toujours sur le flow, sur les gimmicks et ne perd rien de ses lyrics subversifs. Des titres comme Anytime ou l’énorme Look (coécrit par Dave Kelly) sont de véritables brûlots politiques qui lui valent pressions et censures. Cette profusion de morceaux lui permet de présenter en 1999 l'album "The 5th Element" sous le label Blunt Recordings, qui marque un retour à un style plus pure dancehall. Cet album regroupe des singles et quelques inédits.

### Les années 2000
Même si la décennie 1990 est incontestablement la plus riche en albums et que les années 2000 voit un ralentissement de cette cadence, les singles continuent pourtant à pleuvoir : parmi les plus côtés Look good, Yuh gawn ou Nah trace pour King of kings, Man a badman avec TOK, Nah go partial sur le riddim Thunderclap avec Assassin ou Fitness avec Angel Doolas.
À la fin de 2001, Bounty Killer fait une apparition en guest star sur le tube international de No Doubt "Hey Baby", apparaissant dans la vidéo et allant même à se produire avec le groupe durant le spectacle d'avant-match du Super Bowl 2002. La vidéo lui provoque un certain embarras une fois revenu en Jamaïque, car la communauté dancehall (étant homophobe)[réf. nécessaire] a noté le fait que l'une des scènes du clip (celle se déroulant dans boîte de nuit) montre un homme nu. Les rivaux de Bounty Killer ont eu matière à moquerie.
Nonobstant tout l'épisode, Bounty Killer retourne aux ambitions tentaculaires de "My Xperience" pour son prochain projet, les deux volumes du "Ghetto Dictionary". Publiés séparément et simultanément au début de 2002, "Ghetto Dictionary: The Art of War" et "Ghetto Dictionary: The Mystery" un double l’album présentant 40 morceaux qui mélange principalement du nouveau matériel avec quelques anciens singles, ils sont résolument dans une optique "raw" ou brut, le style hardcore dancehall qui avait fait son nom. Une véritable performance qui le place au-dessus du lot. On y retrouve toute l’étendue de son style avec des titres en forme de règlements de compte (contre Merciless ou Baby Cham), des hymnes au dancehall et à la culture des ghettos ou des morceaux conscients comme les hits Sufferah ou Pot of gold. Les deux sont bien vendus auprès du public reggae, et "The Mystery" a été nommé pour un Grammy Awards dans la catégorie du meilleur album reggae.
Plus tard en 2002, Bounty Killer apparait en guest sur le premier album solo du producteur hip-hop Swizz Beatz, GHETTO Stories, plus précisément sur le single "Guilty".
Devenu artiste de dimension internationale, Bounty Killer n’a pourtant pas coupé les ponts avec la Jamaïque et les communautés de Kingston : contribuant régulièrement aux œuvres de charité, il enregistre aussi pour d’innombrables labels et épaule de jeunes artistes. C’est l’une des raisons de sa longévité : dès que l’un de ses protégés perce, Bounty se retrouve à nouveau dans la lumière. Il met ainsi sur le devant de la scène Baby Cham, Elephant Man, Wayne Marshall, Vybz Kartel (qui commence par écrire des textes pour lui), Assassin ou plus récemment Mavado, Aidonia ou Busy Signal. À partir de 2002, il essaye de fédérer cette nouvelle génération d'artistes au sein d'un collectif nommé l'Alliance, entreprise difficile qu'il finalisera en 2005 mais qui crée des rivalités fréquentes. Le crew se stabilise autour de Mavado, Busy Signal, Wayne Marshall et Bling Dawg, après le départ de Vybz Kartel en 2006 suite des rixes avec certains membres dont principalement Mavado, et annonce un album pour 2008.
Un de ces succès les plus récents, Bulletproof skin en 2006, est une réponse à Bulletproof vest de son rival de toujours, Beenie Man. Cette même année, le mannequin D'Angel a quitté Bounty pour Beenie, histoire qui a fait les choux gras de la presse jamaïcaine. D'Angel allant même à faire une chanson avec Vybz Kartel et Beenie Man intitulé "Yuh Know Yuh Baby father" qui scella le départ de Vybz Kartel de l'Alliance.
Personnage incontournable en Jamaïque, Bounty Killer est toujours à l’affût des tendances et se retrouve régulièrement sur les derniers riddims des jeunes producteurs : il travaille ainsi pour Don Corleon (It’s ok, Mad n’ psycho), Stephen McGregor (Drop bullet) ou le label Daseca (Talk to dem, The Highest). Après plus de 15 ans de carrière, un catalogue de hits impressionnant et une qualité toujours au rendez-vous que ce soit sur scène, sur disque ou dans les boxes des sound systems (on se souviendra notamment de la belle collection de Bass Odyssey ou des new-yorkais de King Addies dans les années 1990), Bounty Killer compte résolument parmi les grands noms du dancehall et fait toujours figure de fer de lance de la musique jamaïcaine.

## Polémique
En avril 2018, l'association Pink Cross s'oppose à sa venue à Zürich en raison de ses positionnements homophobes.

## Discographie

### Albums
- Jamaica’s Most Wanted (Greensleeves Records) (1994)
- Roots, Reality & Culture (VP Records) (1994)(Édition internationale de Jamaica’s Most Wanted)
- Guns Out (Greensleeves Records) (1994)
- Face To Face (VP Records) (1994) (Édition internationale de Guns Out)
- Down In The Ghetto (Greensleeves Records) (1995)
- No Argument (Greensleeves Records) (1996)
- My Xperience (VP Records/TVT Records) (1996)
- Ghetto Gramma (Greensleeves Records) (1997)
- Next Millennium (VP Records/TVT Records) (1998)
- 5th Element (VP Records) (1999)
- Ghetto Dictionary – The Mystery (VP Records) (2002)
- Ghetto Dictionary – The Art of War (VP Records) (2002)
- Nah No Mercy - The Warlord Scrolls (VP Records) (2006)

### EP
- Raise Hell on Hellboy (PayDay Music Group) (2009)

### Singles

#### US singles
| Year | Title                                    | Chart Positions | Chart Positions | Album                         |
| Year | Title                                    | Hot 100         | US R&B/Hip-Hop  | Album                         |
| ---- | ---------------------------------------- | --------------- | --------------- | ----------------------------- |
| 2005 | P.S.A. B.K. 2004 (feat. Jay-Z)           | –               | #75             | –                             |
| 2002 | Guilty (Swizz Beatz feat. Bounty Killer) | –               | –               | Presents G.H.E.T.T.O. Stories |
| 2001 | Hey Baby (No Doubt feat. Bounty Killer)  | #5              | –               | Rock Steady                   |
| 1997 | Hip Hopera (feat. Fugees)                | #81             | –               | My Xperience                  |